# 2999 Dante
För andra betydelser, se Dante (olika betydelser).
2999 Dante eller 1981 CY är en asteroid i huvudbältet som upptäcktes den 6 februari 1981 av den amerikanske astronomen Norman G. Thomas vid Anderson Mesa Station. Den har fått sitt namn efter den italienske författaren Dante Alighieri.
Asteroiden har en diameter på ungefär 6 kilometer och den tillhör asteroidgruppen Baptistina.